# الغيلة (ناطع)

تعديل مصدري - تعديل

الغيلة هي إحدى قرى عزلة الغيلة بمديرية ناطع التابعة لمحافظة البيضاء، بلغ تعداد سكانها 382 نسمة حسب تعداد اليمن لعام 2004.